# 溝上恵
溝上 恵（みぞうえ めぐみ、男性、1936年9月12日 - 2010年1月4日）は、日本の地震学者。専門は地震計測。東京大学地震研究所教授を経て、同大学名誉教授。地震防災対策強化地域判定会会長・地震予知連絡会委員・中央防災会議委員などを歴任。新潟県長岡市出身。
微小地震の研究で知られ、地震予知の対象をプレスリップ（前兆すべり）に限定するなど前兆分析の分野で大きく貢献した。

## 略歴
- 1936年 新潟県長岡市生まれ
- 年：兵庫県立長田高等学校卒業[5]
- 1961年 東京大学理学部地球物理学科卒業
- 1966年 同大学大学院理学系研究科博士課程終了、東京大学より理学博士の学位を取得[6]、 同大学地震研究所助手
- 1975年 同大学助教授
- 1985年 地震研究所教授、地震防災対策強化地域判定委員に就任
- 1996年 同判定会会長に就任
- 1997年 東京大学を退官
- 2008年 地震防災対策強化地域判定会会長退任
- 2010年 肝臓癌のため東京都文京区の病院で死去。叙従四位、瑞宝小綬章追贈[7]。

## 著書
- 『地震のなぞを追う』ポプラ社<ポプラ・ブックス>、1984年
- 『大地震は近づいているか』筑摩書房<ちくまプリマーブックス>、1992年
- 『徹底検証東京直下大地震』小学館文庫、2001年
- 監修：神沼克伊、平田光司、共著：神沼克伊、島村英紀、杉原英和 ほか 、『地震予知と社会』 地震予知と社会 古今書院 2003-03-20, ISBN 4772240462

### 監修
- 監修、CCS特別取材班著『欠陥建築が死を招く』コーポレートコミュニケーションサービス、1997年
- 監修、耐震建築研究会編著『巨大地震vs耐震施工』イースト・プレス、2003年
- 監修、佐々木ときわ、大宮信光文『地震の大常識』ポプラ社<これだけは知っておきたい> 2005年
- 監修、松岡達英作・絵、松村由美子 構成『モグラはかせの地震たんけん』ポプラ社、2006年

## 主要論文
- 溝上恵、「TEMPOKU-URAKAWA地帯の地殼の変形」 『測地学会誌』 1962年 8巻 1号 p.29-37, doi:10.11366/sokuchi1954.8.29
- 溝上恵、「日本における地殻構造と地殼変動との関係について」 『地学雑誌』 1964年 73巻 4号 p.224-242, doi:10.5026/jgeography.73.224
- 遠地地震P波の伝播から推定される紀伊半島におけるMoho不連続面の傾斜について 震研究所研究速報. 第12号, 1974-03, pp. 41-56
- 活褶曲から推定される造構応力と地殻の粘性について 東京大学地震研究所彙報. 第55冊第2号, 1980.11.15, pp. 483-504
- 『千葉県東方沖地震の概要』 地質学論集 (35), 1-10, 1990-12-01, NAID 110003025868
- 『新潟県中越地震から何を学ぶか (特集 防災対策)』 人と国土21 30(4), 8-15, 2004-11, NAID 40006552958
- 『迫りくる大規模地震に国民的備えを』 都政研究 39(7), 4-9, 2006-07, NAID 40007399332
- 『首都直下地震の被害想定と防災対策』 地震ジャーナル (40), 29-36, 2005-12, NAID 40007115015

共著
- 溝上恵、中村正夫、瀬戸憲彦ほか、「」 『東京大学地震研究所彙報』 第60冊第2号, 1985.11.8, pp. 199-220
- 「飯高隆、中村功、溝上恵：PS変換波から推定された関東地方下の太平洋プレート上面について」 『東京大学地震研究所彙報』 第64冊第1号, 1989.6.30, pp. 37-50
- 佃為成, 溝上恵、「地震計が捉えた雪崩震動」 『地震 第2輯』 第41巻, 1998, pp. 47-57, doi:10.4294/zisin1948.41.1_47
- 勝俣啓, 卜部卓, 森谷正義, 中村正夫, 瀬戸憲彦, 中村功, 溝上恵、「1988年爆破地震動観測による伊豆諸島・新島火山下の浅部地殻構造」 『地震 第2輯』 1990年 43巻 4号 p.499-511, doi:10.4294/zisin1948.43.4_499

## 関連人物
- 渡辺満久 - 溝上と同じく新潟県で生まれ、東京大学理学部卒業し、同大学院理学系研究科博士課程を修了した地理学者。
- 小縣裕介 - 朝日放送テレビ[8]（ABCテレビ）のアナウンサー。溝上と同じく新潟県長岡市で生まれ、兵庫県神戸市内の県立高校（兵庫県立神戸高等学校）を卒業した。